# Římskokatolická farnost Popovice u Uherského Hradiště
Římskokatolická farnost Popovice u Uherského Hradiště je územní společenství římských katolíků s farním kostelem Růžencové Panny Marie v děkanátu Uherské Hradiště.

## Historie farnosti
Podle falza z roku 1247 daroval kníže Oldřich Korutanský velehradskému klášteru kapli Panny Marie v Popovicích. Popovice byly součástí velehradského kláštera. Roku 1533 odprodal klášter ves Uherskému Hradišti, a ta se stala součástí městského statku. roku 1851 byla v obci postavena kaple. Obec byla přifařena do Derfle (dnešního Uherského Hradiště - Sadů) až do roku 1913, kdy byl jmenován zdejším farářem P. Josef Černý. Od roku 1913 zde byla zřízena duchovní správa. Začalo se pomýšlet na stavbu nového kostela. Jedním z důvodů byla i nedostačující kapacita kaple. Ke stavbě nakonec došlo až ve třicátých letech 20. století. Na jaře 1937 byla stará kaple zbořena a rozebrána. Dne 25. května byl položen a slavnostně vysvěcen základní kámen. Stavba trvala tři měsíce.

## Duchovní správci
Od července 2014 je farářem R. D. ThLic. Mgr. Robert Marek Pokrywka, Th.D.

## Bohoslužby
| Kostel                | Místo    | Bohoslužba (den)                   | Hodina                                        | Poznámka     |
| --------------------- | -------- | ---------------------------------- | --------------------------------------------- | ------------ |
| Růžencové Panny Marie | Popovice | neděle středa čtvrtek pátek sobota | 9.O0 17.30 (zimní čas)/19.00 (letní čas) 7.30 | farní kostel |

## Aktivity ve farnosti
Pravidelně se konají duchovní obnovy, setkání společenství, výuka náboženství, při bohoslužbách zpívá schola.
Ve farnosti se pravidelně pořádá tříkrálová sbírka. V roce 2017 dosáhl výtěžek sbírky v Popovicích 28 539 korun, v Podolí 25 668 korun.
V květnu 2018 ve farnosti uděloval svátost biřmování biskup Antonín Basler. 